# 関西進学セミナー
関西進学セミナー
| 設立           | 1978年9月                                                    |
| 種別           | 進学塾・学習塾                                               |
| 対象           | 小学校1～6年生 中学校1～3年生 （一部の教室のみ）高校1～3年生 |
| 塾長（代表者） | 重松良次                                                     |
| 本部           | 大阪府茨木市永代町8番8号                                     |
| 資本金         | 7000万円                                                     |
| 売上高         | 15億円                                                       |
| 従業員数       | 150名（正社員）                                              |
| ウェブ サイト  | 関西進学セミナー                                             |

関西進学セミナー（かんさいしんがくセミナー）は有名国立・私立中学受験、高校受験および大学受験を専門とする進学塾・学習塾である。主な業務は小学生、中学生および高校生を対象とした中学、高校、大学受験学習指導。
略称は関セミ（かんセミ）、関進（かんしん）。

## 概要
1978年設立。現塾長は重松良次。当初の本部の所在地は大阪府茨木市永代町8番8号国里ビル5階。
茨木教室は、2019年時点では「HEADS」（(株)学栄HEADS）ブランドで、本部場所も大阪府茨木市舟木町5-16（柴田ビル）に移転している。
2019年時点では各ブランドに細分化されている模様。例えば、吹田は「吹田進学セミナー」と独立ブランド化している。

## 沿革
- 1978年9月　関西進学セミナー設立
- 2002年3月　新ブランド「HEADS」スタート
- 2006年3月　新ブランド「K-net進学グループ」スタート

## 特色
職員室の中には、授業中や宿題で分からなかったことや、志望校についていつでも質問や相談できるようになっていて、気軽に先生と話せる環境がある。
塾の合格者数を稼ぐことを優先せずに、本人の希望や確実に合格できる学校を受験させる傾向にある。

## コース
- 小学部 中学受験コース…私・国立中学受験用のコース
- 小学部 総合コース…高校受験でトップ校に合格するために、小学校のうちから実力を養成するコース
- 中学部 コース…私・公立高校受験用のコース
- 高校部 コース…（一部の教室のみ）私・公立大学受験用コース

## 教室
（2019年現在、大阪府、奈良県にて各ブランドで分散展開している）
カンセミAXY（K-net進学グループ）：学園前（近鉄学園前）、富雄、西大寺
HEADS：茨木、阿武山
吹田進学セミナー：吹田

（2007年現在、大阪府、奈良県にて23教室を展開している）
小学部・中学部
- 茨木教室
- JR茨木教室
- 彩都教室
- JR高槻教室
- 阿武山教室
- 吹田教室

- 上山手教室
- 千里中央教室
- 南千里教室
- 上本町教室
- 東大阪教室
- 富雄教室

- 近鉄学園前教室
- 泉ヶ丘教室
- 和泉中央教室
- 金剛教室
- 松原教室
- 古市教室

高校部
- 茨木教室
- JR高槻教室
- 吹田教室
- 上本町教室
- 東大阪教室

- 住道教室
- 富雄教室
- 近鉄学園前教室
- 金剛教室